# Triconodontidae
A Triconodontidae az emlősök (Mammalia) osztályának és a fosszilis Eutriconodonta rendjének egyik családja.

## Tudnivalók
A Triconodontidae-fajok a jura és kréta időszakokban éltek, ezelőtt 155,7—70,6 millió évvel. A következő kontinenseken fordultak elő: Észak-Amerikában, Európában és Afrikában; továbbá meglehet, hogy Dél-Amerikában, valamint Ázsiában is előfordultak.
Ha az Argentoconodon is ebbe a családba tartozik, akkor a Triconodontidae-fajok létezése kinyúlik a kora jura korszakra is.

## Rendszertani besorolásuk
A Triconodontidae megnevezést 1887-ben Othniel Charles Marsh amerikai őslénykutató alkotta meg. Azóta ezt a családot több, különböző rendbe és öregrendbe is besorolták: 1889-ben Edward Drinker Cope a Polyprotodontiába; 1981-ben Rasmussen és Callison, valamint 1986-ban Bonaparte, 1988-ban Carroll, 1998-ban Engelmann és Callison a Triconodontába; 1887-ben Marsh az emlősök (Mammalia) közé sorolta a csoportot, ezt a besorolást 2001-ben Luo és társai megerősítették.

## Rendszerezés
A családba az alábbi 13 emlősnem tartozik:
- Alticonodon Fox, 1969
- Arundelconodon Cifelli et al., 1999
- Astroconodon Patterson, 1951
- Corviconodon Cifelli et al., 1998
- Jugulator Cifelli & Madsen, 1998
- Meiconodon Kusuhashi et al., 2009
- Priacodon Marsh, 1887
- Triconodon Owen, 1859 - típusnem
  - Triconodon mordax Owen, 1859
- Trioracodon Simpson, 1928
- Victoriaconodon Montellano et al., 2008

- Alticonodontinae az alábbi 3 emlősnem alcsaládot alkot a családon belül:
  - Argentoconodon Rougier et al., 2007[2][3]
  - Ichthyoconodon Sigogneau-Russell, 1995[2][3]
  - Volaticotherium Meng et al., 2006[2][3]

## Fordítás
- Ez a szócikk részben vagy egészben  a   Triconodontidae című angol Wikipédia-szócikk ezen változatának fordításán alapul.  Az eredeti cikk szerkesztőit annak laptörténete sorolja fel. Ez a jelzés csupán a megfogalmazás eredetét és a szerzői jogokat jelzi, nem szolgál a cikkben szereplő információk forrásmegjelöléseként.